# Tratado de Libre Comercio México-Perú
El Tratado de Libre Comercio Perú - México es un tratado comercial que es por los gobiernos de México y Perú tienen interés de suscribir en un futuro. Aunque por el momento se le conoce con dicho nombre, lo que actualmente negocia la gestión de la ministra peruana Mercedes Aráoz es la ampliación del Acuerdo de Complementación Económica (ACE) N.º 8 para que abarque temas de reducción de aranceles a los productos agropecuarios, protección a las inversiones y derechos de propiedad intelectual, fundamentalmente. El acuerdo comenzó a negociarse durante los gobiernos de Alberto Fujimori por Perú y Ernesto Zedillo por México en 1996, terminando en el 2000 como Acuerdo de Complementación Económica (ACE) N.º 8. 
A la fecha (5 de septiembre de 2006), el gobierno mexicano ha manifestado su interés por un TLC futuro, pero no ha respondido sobre la solicitud peruana de ampliar las áreas a negociar. Asimismo, algunos analistas peruanos, y políticos, temen que en la negociación de la ampliación del ACE y de un TLC pueda afectar el reconocimiento del Pisco como denominación de origen peruana, ya que recientemente México sostuvo que el Pisco podría ser peruano o chileno.
El presidente del Consejo de Ministros de Perú, Jorge del Castillo, aseguró que la negociación de un Tratado de Libre Comercio (TLC) bilateral con México entró en su “ etapa final ” .
El jefe del gabinete ministerial peruano dijo que “ estamos en la línea y disposición de afianzar las relaciones y para ello queremos afinar detalles para ultimar el TLC ” , entre los dos países.
Del Castillo precisó que el gobierno del presidente peruano Alan García gestiona una visita a Lima del canciller mexicano Luis Ernesto Derbez.
Indicó que la idea es que el secretario de Relaciones Exteriores de México visite Perú en el corto plazo para dialogar sobre varios temas de interés bilateral, entre ellos la suscripción del TLC.
Los dos países firmaron en 1987 un Acuerdo de Complementación Económica (ACE) en el marco de la Asociación Latinoamericana de Integración (Aladi) , en el que establecieron las preferencias arancelarias que se concedieron en forma mutua.
El ACE-8, que estableció preferencias ampliadas, entró en vigor en 2000 e incluyó 600 partidas arancelarias que estarán vigentes hasta diciembre de 2007 si es que las partes no acuerdan otra fecha de vigencia como resultado de una profundización del mecanismo.
México realizó el año pasado exportaciones a Perú por unos 233.9 millones de dólares y concretó importaciones desde este país por 445.3 millones de dólares.
Perú, que se consolidó como el séptimo socio comercial de México entre los miembros de la ALADI, importa desde ese país televisores, champús, minerales de cobre y sus concentrados y medicamentos, entre otros productos.
El ministro de Energía y Minas de Perú, Juan Valdivia, aseveró por su parte que las negociaciones para exportar gas natural peruano a México es un negocio privado, aunque reconoció que existen avances en esa materia.
“ Hay cuatro trillones de pies cúbicos para exportar a México ” , dijo Valdivia, quien declinó dar detalles sobre los avances de las obras que se realizan en Perú para enviar el hidrocarburo a tierras mexicanas.
Según informes oficiales, Perú estará en condiciones en 2009 de exportar 600 millones de pies cúbicos anuales de gas natural a México, lo cual implicará retornos por dos mil 500 millones de dólares al año.
El gobierno del presidente Alan García, quien asumió el poder el 28 de julio pasado, se encuentra a la espera de que la Comisión Federal de Electricidad (CFE) de México determine el volumen de gas natural requerido por ese país.
El tradado de libre comercio entre ambos países entró en vigor el 1 de febrero de 2012.